# Časoprostor
Časoprostor, odborně častěji prostoročas, je fyzikální pojem z teorie relativity sjednocující prostor a čas do jednoho čtyřrozměrného kontinua, kde čas hraje roli čtvrtého rozměru. V obecné teorii relativity je časoprostor obecně zakřivený a má strukturu variety. Projevy zakřivení časoprostoru jsou pozorovány jako gravitace.
V klasické fyzice existuje jeden absolutní prostor a absolutní čas platný pro všechny pozorovatele. Ve speciální teorii relativity je vnímání času a prostoru oddělené a závislé na pozorovateli, protože absolutní čas ani prostor neexistují. Časoprostor v obecné relativitě je na pozorovateli nezávislý, což umožňuje formulaci fyzikálních zákonů tak, aby jejich tvar nezávisel na vztažné soustavě (pozorovateli).
Jednotlivé body časoprostoru se nazývají události a matematicky se popisují pomocí čtyřvektorů. Dráhy bodových částic v časoprostoru jsou pak nazývány světočáry. Vícerozměrný objekt vykresluje v časoprostoru světoplochu.
Ve speciální teorii relativity se někdy zapisují složky polohového čtyřvektoru v pořadí první tři souřadnice prostorové a čtvrtá s imaginární jednotkou, tedy (x1; x2; x3; x4 = ict) , což umožňuje snadný zápis vzdálenosti jako součet čtverců, byť metrika je jen pseudoeuklidovská. Často se však používá pořadí obrácené a s výhradně reálnými souřadnicemi, tedy (x0 = ct; x1; x2; x3); v obecné teorii relativity se toto pořadí užívá vždy.

## Názvosloví
Termíny prostoročas a časoprostor označují tentýž pojem. V odborných kruzích se převážně používá termín prostoročas, analogicky jako se například v angličtině používá pojem spacetime, v němčině Raumzeit, ve francouzštině espace-temps.

## Vzdálenost v prostoročasu
Vzdálenost mezi dvěma událostmi v prostoročasu se označuje jako prostoročasová vzdálenost (interval).

### Speciální teorie relativity
Prostoročas užívaný ve speciální teorii relativity je čtyřrozměrný, přičemž souřadnice x, y, z představují prostorové souřadnice a časová souřadnice je vyjadřována jako ct, kde c je rychlost světla. Čtveřice souřadnic tvoří čtyřvektor. Všechny souřadnice (prostorové i časová) mají tedy prostorový rozměr (jejich jednotkou jsou metry).
Takto vytvořený čtyřrozměrný prostor je použitelný pouze tehdy, pokud vzdálenost v tomto prostoru je invariantní vzhledem k Lorentzově transformaci. To vyžaduje, aby vzdálenost mezi dvěma body tohoto prostoru byla definována jiným způsobem, než je obvyklé v euklidovském prostoru.
Doplní-li se časová souřadnice o imaginární jednotku, pak se časová souřadnice vyjádří jako {\displaystyle \mathrm {i} ct}, a vzdálenost lze vyjádřit vztahem
{\displaystyle \Delta s^{2}={(x_{2}-x_{1})}^{2}+{(y_{2}-y_{1})}^{2}+{(z_{2}-z_{1})}^{2}-c^{2}{(t_{2}-t_{1})}^{2}=\Delta x^{2}+\Delta y^{2}+\Delta z^{2}-c^{2}\Delta t^{2}}
Veličina {\displaystyle \Delta s^{2}} bývá také označována jako „lineární element“.
Takto definovaný prostoročas má euklidovský charakter označovaný jako Minkowského prostor. Geometrie v Minkowského prostoročase však není euklidovská, ale pseudoeuklidovská.
Z hlediska přechodu od speciální teorie relativity k obecné teorii relativity je však vhodnější formulovat vzdálenost zavedením metrického tenzoru. Vzhledem k tomu, že Minkowského prostor není zakřivený, má metrický tenzor jednoduchý tvar
{\displaystyle \eta _{\iota \kappa }={\begin{pmatrix}-1&0&0&0\\0&1&0&0\\0&0&1&0\\0&0&0&1\end{pmatrix}}=\operatorname {diag} (-1,1,1,1)},
kde {\displaystyle \iota ,\kappa =0,1,2,3}, přičemž index 0 označuje časovou složku a indexy 1, 2 a 3 označují prostorové komponenty metrického tenzoru.
Místo uvedené metriky se často používá metrický tenzor s rozdílnou signaturou
{\displaystyle \eta _{\iota \kappa }={\begin{pmatrix}1&0&0&0\\0&-1&0&0\\0&0&-1&0\\0&0&0&-1\end{pmatrix}}=\operatorname {diag} (1,-1,-1,-1)}
Skalární součin dvou vektorů {\displaystyle A^{\iota }}, {\displaystyle B^{\iota }} pak lze vyjádřit jako {\displaystyle \eta _{\iota \kappa }A^{\iota }B^{\kappa }}, kde bylo užito Einsteinovo sumační pravidlo. Výraz pro skalární součin lze použít i pro vyjádření vzdálenosti, tedy
{\displaystyle \Delta s^{2}=\eta _{\iota \kappa }\Delta x^{\iota }\Delta x^{\kappa }},
kde {\displaystyle x^{0}} označuje časovou souřadnici a {\displaystyle x^{i}} pro {\displaystyle i=1,2,3} označuje prostorové souřadnice.
Tento postup umožňuje využití prostředků Riemannovy geometrie. Vzhledem k tomu, že vzdálenost je indefinitní, označuje se tato geometrie jako pseudoriemannovská.
Každý bod Minkowského prostoročasu představuje prostoročasovou událost, čímž se vyjadřuje, že se nejedná pouze o prostorový bod, ale o bod prostoru vztahující se k danému časovému okamžiku. Vzdálenost mezi dvěma událostmi se označuje jako prostoročasový interval (vzdálenost).

### Obecná teorie relativity
V obecné teorii relativity se místo Minkowského prostoročasu používá Riemannův prostoročas, který může být obecně zakřivený a metrika je v něm charakterizována symetrickým metrickým tenzorem {\displaystyle g_{\iota \kappa }}, který obecně není diagonální. Vzdálenost je pak vyjádřena jako
{\displaystyle \mathrm {d} s^{2}=g_{\iota \kappa }\mathrm {d} x^{\iota }\mathrm {d} x^{\kappa }}
Přechod ke speciální teorii relativity lze zajistit položením
{\displaystyle g_{\iota \kappa }=\eta _{\iota \kappa }}
Vzdálenost pak získá tvar
{\displaystyle \mathrm {d} s^{2}=\eta _{\iota \kappa }\mathrm {d} x^{\iota }\mathrm {d} x^{\kappa }}

### Rozdělení prostoročasových intervalů
Prostoročasové vzdálenosti mezi dvěma událostmi lze rozdělit podle toho, zda je možné mezi oběma událostmi předat informaci prostřednictvím signálu šířícího se světelnou nebo podsvětelnou rychlostí.
- Časupodobný interval - též časový nebo časového charakteru. Jedná se o případ, kdy mezi oběma událostmi může být předána informace prostřednictvím signálu, který se šíří podsvětelnou rychlostí, tedy rychlostí nižší než je rychlost světla. V takovémto uspořádání může být například vznik první události příčinou výskytu druhé události apod., takže mezi oběma událostmi existuje příčinná souvislost. Ve zvolené metrice platí {\displaystyle \mathrm {d} s^{2}<0}. V metrice s opačnou signaturou bude {\displaystyle \mathrm {d} s^{2}>0}.
- Světelný interval - též světelného charakteru nebo také izotropní či nulový. Jedná se o případ, kdy mohou být obě události spojeny pouze prostřednictvím světelného signálu, tzn. signálem šířícím se rychlostí světla {\displaystyle c}. Mezi oběma událostmi existuje příčinná souvislost. Bez ohledu na volbu metriky v tomto případě platí {\displaystyle \Delta s^{2}=0}.
- Prostorupodobný interval - též prostorového charakteru. Jedná se o případ, kdy mezi oběma událostmi nemůže být předána informace prostřednictvím signálu, který se šíří podsvětelnou nebo světelnou rychlostí. Ve zvolené metrice platí {\displaystyle \mathrm {d} s^{2}>0}. V metrice s opačnou signaturou bude {\displaystyle \mathrm {d} s^{2}<0}.

Poznámka: To, zda je prostoročasový interval větší nebo menší než nula, je závislé na signatuře zvolené metriky.
Množina událostí, které mají od dané události A nulovou vzdálenost, se označuje světelný kužel. Ten rozděluje prostoročas na tři oblasti: absolutní minulost, absolutní budoucnost a relativní současnost. Absolutní minulostí se označují ty události B, které pro každého pozorovatele leží v minulosti události A, absolutní budoucnost jsou pak události B, které pro každého pozorovatele leží v budoucnosti události A. Relativní současnost je tvořena událostmi B, pro něž existují pozorovatelé, pro které jsou události A a B současné, pro některé jiné patří B do minulosti A, pro ostatní patří B do budoucnosti A.